# Frakken
Frakken er en film instrueret af Stig Ramsing.